# Pesem Evrovizije 2025
Pesem Evrovizije 2025 je bilo 69. izdaja tekmovanja za Pesem Evrovizije. Odvijalo se je v Baslu v Švici, potem ko je država na tekmovanju leta 2024 zmagala s pesmijo "The Code" z Nemo. Tekmovanje, ki sta ga organizirali Evropska radiodifuzna zveza (EBU) in gostiteljska radiotelevizija Švicarska radiotelevizijska korporacija (SRG SSR), je potekalo v dvorani St. Jakobshalle in je obsegalo dva polfinala 13. in 15. maja ter finale 17. maja 2025. Tri oddaje v živo sta vodili Hazel Brugger in Sandra Studer, v finalu pa se jima je pridružila Michelle Hunziker.
Na tekmovanju so sodelovale radiotelevizije iz sedemintridesetih držav, kar je enako število kot na prejšnjih dveh izdajah. Črna gora se je vrnila po dvoletni odsotnosti, Moldavija, ki je prvotno načrtovala sodelovanje, pa se je kasneje umaknila zaradi ekonomskih razlogov in kakovosti pesmi, ki so tekmovale na njenem nacionalnem izboru. 
Zmagala je Avstrija s pesmijo "Wasted Love", ki jo je izvedel JJ in jo napisal skupaj s Teodoro Špirić in Thomasom Thurnerjem. Avstrija je zmagala po skupnem glasovanju in glasu žirije ter se uvrstila na četrto mesto v televizijskem glasovanju. Izrael je zmagal v televizijskem glasovanju in se uvrstil na drugo mesto, Estonija, Švedska in Italija pa so se uvrstile med najboljših pet. Zveza EBU je poročala, da je imelo tekmovanje televizijsko občinstvo 166 milijonov gledalcev na 37 evropskih trgih, kar je tri milijone več kot prejšnjo izdajo.

## Prizorišče
Tekmovanje leta 2025 je potekalo v Baslu v Švici, potem ko je država na tekmovanju leta 2024 zmagala s pesmijo "The Code", ki jo je izvedel Nemo. Švica je tekmovanje gostila že tretjič, saj je to storila že na prvem tekmovanju leta 1956 in na tekmovanju leta 1989, ki je potekalo v Luganu oziroma Lausanni. Izbrano prizorišče za tekmovanje je bila dvorana St. Jakobshalle s 12.400 sedeži, ki služi kot prizorišče za notranje športne dogodke in koncerte. Arena se nahaja v občini Münchenstein v Basel-Landschaftu, tik ob meji z Basel-Stadtom.
Kompleks Messe and Congress Center Basel je gostil več dogodkov, povezanih s tekmovanjem. Tam je bila Evrovizijska vas, kjer so nastopili udeleženci tekmovanja in lokalni umetniki, pa tudi projekcije predstav v živo za širšo javnost; in EuroClub, ki je organiziral uradne zabave po tekmovanju in zasebne nastope udeležencev tekmovanja. Dogodek "Turkizna preproga" 11. maja 2025 se je začel v mestni hiši v Baslu in potekal čez Srednji most, kjer so se tekmovalci in njihove delegacije predstavili akreditiranim novinarjem in navijačem, preden se je končal na Messe Basel, kjer je potekala otvoritvena slovesnost. Na stadionu St. Jakob-Park je bila projekcija finala skupaj z nastopi štirih prejšnjih udeležencev Evrovizije, vstopnina za javnost pa je bila plačljiva; stadion je bil prav tako predstavljen v neposrednem prenosu in je bil ob tej priložnosti imenovan "Arena Plus". Evrovizijska ulica se je nahajala v Steinenvorstadtu. 

## Sodelujoče države

### 1. Predizbor
Prvi predizbor je potekal 13. maja 2025 ob 21.00 po srednjeevropskem času. V prvem polfinalu je tekmovalo petnajst držav. Te države, Italija, Španija in Švica ter države, ki niso sodelovale v okviru skupnega glasovanja "Preostalega sveta", so v tem polfinalu glasovale. Vrstni red nastopajočih (R/O) so določili producenti tekmovanja in je bil javno objavljen 27. marca. 
V uvodnem dejanju prvega polfinala je nastopila skupina plesalcev, jodlarjev in igralcev alpskih rogov.  Poleg tekmovalnih nastopajočih so med predstavo svoje nastope izvedle še Španija, Italija in Švica, ki so se na odru pojavile za nastopajočimi iz Estonije, Belgije in Hrvaške. Ukrajina je v polfinalu prejela največ točk in se je v finale uvrstila skupaj z Albanijo, Nizozemsko, Švedsko, Estonijo, Islandijo, Poljsko, Norveško, Portugalsko in San Marinom, po vrstnem redu skupnih točk. Države, ki se niso uvrstile v finale, so bile Ciper, Hrvaška, Slovenija, Belgija in Azerbajdžan. 
| #   | Država      | Izvajalec           | Skladba                         | Jezik(i)                  | Točke | Uvrstitev |
| --- | ----------- | ------------------- | ------------------------------- | ------------------------- | ----- | --------- |
| 1.  | Islandija   | Væb                 | »Róa«                           | islandščina               | 97    | 6.        |
| 2.  | Poljska     | Justyna Steczkowska | »Gaja«                          | poljščina, angleščina     | 85    | 7.        |
| 3.  | Slovenija   | Klemen Slakonja     | »How Much Time Do We Have Left« | angleščina                | 23    | 13.       |
| 4.  | Estonija    | Tommy Cash          | »Espresso macchiato«            | italijanščina, angleščina | 113   | 5.        |
| 5.  | Ukrajina    | Ziferblat           | »Bird of Pray«                  | ukrajinščina, angleščina  | 137   | 1.        |
| 6.  | Švedska     | KAJ                 | »Bara bada bastu«               | švedščina                 | 118   | 4.        |
| 7.  | Portugalska | Napa                | »Deslocado«                     | portugalščina             | 56    | 9.        |
| 8.  | Norveška    | Kyle Alessandro     | »Lighter«                       | angleščina                | 82    | 8.        |
| 9.  | Belgija     | Red Sebastian       | »Strobe Lights«                 | angleščina                | 23    | 14.       |
| 10. | Azerbajdžan | Mamagama            | »Run with U«                    | angleščina                | 7     | 15.       |
| 11. | San Marino  | Gabry Ponte         | »Tutta l'Italia«                | italijanščina             | 46    | 10.       |
| 12. | Albanija    | Shkodra Elektronike | »Zjerm«                         | albanščina                | 122   | 2.        |
| 13. | Nizozemska  | Claude              | »C'est La Vie«                  | francoščina, angleščina   | 121   | 3.        |
| 14. | Hrvaška     | Marko Bošnjak       | »Poison Cake«                   | angleščina                | 28    | 12.       |
| 15. | Ciper       | Theo Evan           | »Shh«                           | angleščina                | 44    | 11.       |

### 2. Predizbor
Drugi predizbor je potekal 15. maja 2025 ob 21.00 po srednjeevropskem času. V njem je nastopilo šestnajst držav, pravico do glasovanja so poleg nastopajočih držav imele Francija, Nemčija in Združeno Kraljestvo ter države , ki niso sodelovale v skupnem glasovanju »Preostalega sveta«, so v tem polfinalu glasovale. Vrstni red nastopov (R/O) so določili producenti tekmovanja in je bil javno objavljen 27. marca. 
Gjon's Tears, The Roop, Efendi in Destiny so nastopili kot del odmora v drugem polfinalu. Poleg tekmovalnih nastopov so med predstavo svoje nastope nastopili še Združeno kraljestvo, Francija in Nemčija, ki so se na odru pojavili za nastopi iz Avstrije, Gruzije oziroma Izraela. Izrael je v polfinalu prejel največ točk in se je uvrstil v finale skupaj z Latvijo, Finsko, Grčijo, Avstrijo, Litvo, Luksemburgom, Dansko, Malto in Armenijo, po vrstnem redu skupnih točk. Države, ki se niso uvrstile v finale, so bile Avstralija, Češka, Irska, Srbija, Gruzija in Črna gora. 
| #   | Država     | Izvajalec       | Skladba                  | Jezik(i)                             | Točke | Uvrstitev |
| --- | ---------- | --------------- | ------------------------ | ------------------------------------ | ----- | --------- |
| 1.  | Avstralija | Go-Jo           | »Milkshake Man«          | angleščina                           | 41.   | 11.       |
| 2.  | Črna gora  | Nina Žižić      | »Dobrodošli«             | črnogorščina                         | 12    | 16.       |
| 3.  | Irska      | Emmy            | »Laika Party«            | angleščina                           | 28    | 13.       |
| 4.  | Latvija    | Tautumeitas     | »Bur man laimi«          | latvijščina                          | 130   | 2.        |
| 5.  | Armenija   | Parg            | »Survivor«               | angleščina                           | 51    | 10.       |
| 6.  | Avstrija   | JJ              | »Wasted Love«            | angleščina                           | 104   | 5.        |
| 7.  | Grčija     | Klavdia         | »Asteromata«             | grščina                              | 112   | 4.        |
| 8.  | Litva      | Katarsis        | »Tavo akys«              | litovščina                           | 103   | 6.        |
| 9.  | Malta      | Miriana Conte   | »Serving«                | angleščina                           | 53    | 9.        |
| 10. | Gruzija    | Mariam Sengelia | »Freedom«                | gruzinščina, angleščina              | 28    | 15.       |
| 11. | Danska     | Sissal          | »Hallucination«          | angleščina                           | 61    | 8.        |
| 12. | Češka      | Adonxs          | »Kiss Kiss Goodbye«      | angleščina                           | 29    | 12.       |
| 13. | Luksemburg | Laura Thorn     | »La poupée monte le son« | francoščina                          | 62    | 7.        |
| 14. | Izrael     | Juval Rafael    | »New Day Will Rise«      | angleščina, francoščina, hebrejščina | 203   | 1.        |
| 15. | Srbija     | Princ           | »Mila«                   | srbščina                             | 28    | 14.       |
| 16. | Finska     | Erika Vikman    | »Ich komme«              | finščina, nemščina                   | 115   | 3.        |

### Finale
Finale je potekal 17. maja 2025 ob 21.00 po srednjeevropskem času in je na njem tekmovalo 26 držav. V finalu je glasovalo vseh 37 sodelujočih držav z žirijo in televizijskim glasovanjem ter nesodelujoče države v okviru združenega spletnega glasovanja »Preostali svet«. Vrstni red (R/O) države gostiteljice je bil določen z naključnim žrebom 17. marca med letnim srečanjem vodij sodelujočih delegacij. Vrstni red preostalih finalistov so določili producenti tekmovanja po drugem polfinalu. 
Avstrija je zmagala na tekmovanju s pesmijo »Wasted Love«, ki jo je izvedel JJ in jo napisal skupaj s Teodoro Špirić in Thomasom Thurnerjem. Avstrija je zmagala s 436 točkami in osvojila tudi glasove žirije. To je bila tretja zmaga države na tekmovanju, po prejšnjih zmagah leta 1966 in 2014. Izrael je bil drugi s 357 točkami in zmagal po televizijskem glasovanju, Estonija, Švedska, Italija, Grčija, Francija, Albanija, Ukrajina in Švica pa so se uvrstile med prvih deset. Luksemburg, Danska, Španija, Islandija in San Marino so zasedli zadnjih pet mest. 
| #   | Država              | Izvajalec           | Skladba                        | Jezik(i)                             | Točke | Uvrstitev |
| --- | ------------------- | ------------------- | ------------------------------ | ------------------------------------ | ----- | --------- |
| 1.  | Norveška            | Kyle Alessandro     | »Lighter«                      | angleščina                           | 89    | 18.       |
| 2.  | Luksemburg          | Laura Thorn         | »La poupée monte le son«       | francoščina                          | 47    | 22.       |
| 3.  | Estonija            | Tommy Cash          | »Espresso macchiato«           | italijanščina, angleščina            | 356   | 3.        |
| 4.  | Izrael              | Juval Rafael        | »New Day Will Rise«            | angleščina, francoščina, hebrejščina | 357   | 2.        |
| 5.  | Litva               | Katarsis            | »Tavo akys«                    | litovščina                           | 96    | 16.       |
| 6.  | Španija             | Melody              | »Esa diva«                     | španščina                            | 37    | 24.       |
| 7.  | Ukrajina            | Ziferblat           | »Bird of Pray«                 | ukrajinščina, angleščina             | 218   | 9.        |
| 8.  | Združeno kraljestvo | Remember Monday     | »What the Hell Just Happened?« | angleščina                           | 88    | 19.       |
| 9.  | Avstrija            | JJ                  | »Wasted Love«                  | angleščina                           | 436   | 1.        |
| 10. | Islandija           | Væb                 | »Róa«                          | islandščina                          | 33    | 25.       |
| 11. | Latvija             | Tautumeitas         | »Bur man laimi«                | latvijščina                          | 158   | 13.       |
| 12. | Nizozemska          | Claude              | »C'est La Vie«                 | francoščina, angleščina              | 175   | 12.       |
| 13. | Finska              | Erika Vikman        | »Ich komme«                    | finščina, nemščina                   | 196   | 11.       |
| 14. | Italija             | Lucio Corsi         | »Volevo essere un duro«        | italijanščina                        | 256   | 5.        |
| 15. | Poljska             | Justyna Steczkowska | »Gaja«                         | poljščina, angleščina                | 156   | 14.       |
| 16. | Nemčija             | Abor & Tynna        | »Baller«                       | nemščina                             | 151   | 15.       |
| 17. | Grčija              | Klavdia             | »Asteromata«                   | grščina                              | 231   | 6.        |
| 18. | Armenija            | Parg                | »Survivor«                     | angleščina                           | 72    | 20.       |
| 19. | Švica               | Zoë Më              | »Voyage«                       | francoščina                          | 214   | 10.       |
| 20. | Malta               | Miriana Conte       | »Serving«                      | angleščina                           | 91    | 17.       |
| 21. | Portugalska         | Napa                | »Deslocado«                    | portugalščina                        | 50    | 21.       |
| 22. | Danska              | Sissal              | »Hallucination«                | angleščina                           | 47    | 23.       |
| 23. | Švedska             | KAJ                 | »Bara bada bastu«              | švedščina                            | 321   | 4.        |
| 24. | Francija            | Louane              | »Maman«                        | francoščina                          | 230   | 7.        |
| 25. | San Marino          | Gabry Ponte         | »Tutta l'Italia«               | italijanščina                        | 27    | 26.       |
| 26. | Albanija            | Shkodra Elektronike | »Zjerm«                        | albanščina                           | 218   | 8.        |